# 戈登·霍布森
戈登·霍布森（英語：Gordon Hobson，1924年8月12日—1985年5月26日），新西兰男子摔跤运动员。他曾代表新西兰参加1950年和1958年大英帝国和英联邦运动会摔跤比赛，获得一枚铜牌。